# Ecuador Open Quito 2016 - Qualificazioni singolare
Le qualificazioni del singolare  del Ecuador Open Quito 2016 sono state un torneo di tennis preliminare per accedere alla fase finale della manifestazione. I vincitori dell'ultimo turno sono entrati di diritto nel tabellone principale. In caso di ritiro di uno o più giocatori aventi diritto a questi sono subentrati i lucky loser, ossia i giocatori che hanno perso nell'ultimo turno ma che avevano una classifica più alta rispetto agli altri partecipanti che avevano comunque perso nel turno finale.

## Teste di serie
1. Andrej Martin (qualificato)
2. João Souza (qualificato)
3. Renzo Olivo (qualificato)
4. Franko Škugor (primo turno)

1. Hans Podlipnik-Castillo (primo turno)
2. Jordi Samper-Montaña (primo turno)
3. Calvin Hemery (ultimo turno)
4. Christian Lindell (primo turno)

## Qualificati
1. Andrej Martin
2. João Souza

1. Renzo Olivo
2. Jozef Kovalík

## Tabellone

### Legenda
| - Q = Qualificato - WC = Wild card - LL = Lucky loser | - ALT = Alternate - SE = Special Exempt - PR = Protected Ranking | - w/o = Walkover - r = Ritirato - d = Squalificato |

### Sezione 1
|  | Primo turno | Primo turno     | Primo turno     | Primo turno | Primo turno |  |  | Ultimo turno | Ultimo turno  | Ultimo turno | Ultimo turno | Ultimo turno |  |
|  |             |                 |                 |             |             |  |  |              |               |              |              |              |  |
|  | 1           | Andrej Martin   | Andrej Martin   | 7           | 6           |  |  |              |               |              |              |              |  |
|  | Alt         | Emilio Gómez    | Emilio Gómez    | 5           | 4           |  |  | 1            | Andrej Martin | 2            | 6            | 7            |  |
|  |             | Bastian Trinker | Bastian Trinker | 4           | 4           |  |  | 7            | Calvin Hemery | 6            | 2            | 5            |  |
|  | 7           | Calvin Hemery   | Calvin Hemery   | 6           | 6           |  |  |              |               |              |              |              |  |

### Sezione 2
|  | Primo turno | Primo turno       | Primo turno       | Primo turno | Primo turno |  |  | Ultimo turno | Ultimo turno   | Ultimo turno   | Ultimo turno | Ultimo turno |  |
|  |             |                   |                   |             |             |  |  |              |                |                |              |              |  |
|  | 2           | João Souza        | João Souza        | 6           | 6           |  |  |              |                |                |              |              |  |
|  | WC          | Iván Endara       | Iván Endara       | 3           | 4           |  |  | 2            | João Souza     | João Souza     | 6            | 6            |  |
|  | WC          | Roberto Quiroz    | Roberto Quiroz    | 6           | 6           |  |  | WC           | Roberto Quiroz | Roberto Quiroz | 4            | 3            |  |
|  | 8           | Christian Lindell | Christian Lindell | 4           | 4           |  |  |              |                |                |              |              |  |

### Sezione 3
|  | Primo turno | Primo turno             | Primo turno             | Primo turno | Primo turno |  |  | Ultimo turno | Ultimo turno         | Ultimo turno         | Ultimo turno | Ultimo turno |  |
|  |             |                         |                         |             |             |  |  |              |                      |                      |              |              |  |
|  | 3           | Renzo Olivo             | Renzo Olivo             | 6           | 6           |  |  |              |                      |                      |              |              |  |
|  |             | Jonathan Eysseric       | Jonathan Eysseric       | 3           | 1           |  |  | 3            | Renzo Olivo          | Renzo Olivo          | 6            | 7            |  |
|  | Alt         | Juan Ignacio Londero    | Juan Ignacio Londero    | 6           | 7           |  |  | Alt          | Juan Ignacio Londero | Juan Ignacio Londero | 3            | 5            |  |
|  | 5           | Hans Podlipnik-Castillo | Hans Podlipnik-Castillo | 4           | 5           |  |  |              |                      |                      |              |              |  |

### Sezione 4
|  | Primo turno | Primo turno          | Primo turno          | Primo turno | Primo turno |  |  | Ultimo turno | Ultimo turno    | Ultimo turno    | Ultimo turno | Ultimo turno |  |
|  |             |                      |                      |             |             |  |  |              |                 |                 |              |              |  |
|  | 4           | Franko Škugor        | 4                    | 6           | 4           |  |  |              |                 |                 |              |              |  |
|  |             | Jozef Kovalík        | 6                    | 3           | 6           |  |  |              | Jozef Kovalík   | Jozef Kovalík   | 7            | 6            |  |
|  | Alt         | Eduardo Struvay      | Eduardo Struvay      | 6           | 6           |  |  | Alt          | Eduardo Struvay | Eduardo Struvay | 62           | 4            |  |
|  | 6           | Jordi Samper-Montaña | Jordi Samper-Montaña | 3           | 4           |  |  |              |                 |                 |              |              |  |